# Eva Twedberg
Eva Twedberg (* 16. Februar 1943  als Eva Pettersson, später bekannt als Eva Stuart) ist eine ehemalige schwedische Badmintonspielerin. Sie ist eine der bedeutendsten Spielerinnen ihres Landes und war eine der bedeutendsten Akteurinnen im Badminton in den 1960er und 1970er Jahren.

## Karriere
Höhepunkt ihrer langen und erfolgreichen Laufbahn im Badminton war der Gewinn der All England 1968 und 1971 sowie der Sieg bei den Europameisterschaften 1970.

## Sportliche Erfolge
| Veranstaltung | Saison                                           | Disziplin   | Platz | Name                                                          |
| ------------- | ------------------------------------------------ | ----------- | ----- | ------------------------------------------------------------- |
| 1957/1958     | Schweden: Einzelmeisterschaft U19                | Dameneinzel | 1     | Eva Pettersson (BK Bollen)                                    |
| 1958/1959     | Schweden: Einzelmeisterschaft U19                | Dameneinzel | 1     | Eva Pettersson (BK Bollen)                                    |
| 1958/1959     | Schweden: Einzelmeisterschaft U19                | Damendoppel | 1     | Christine Palmgren / Eva Pettersson (BK Aura / BK Bollen)     |
| 1959/1960     | Schweden: Einzelmeisterschaft U19                | Damendoppel | 1     | Christine Palmgren / Eva Pettersson (BK Aura / BK Bollen)     |
| 1959/1960     | Schweden: Einzelmeisterschaft                    | Dameneinzel | 1     | Eva Pettersson (BK Bollen)                                    |
| 1960          | Swedish Open                                     | Dameneinzel | 1     | Eva Pettersson                                                |
| 1960/1961     | Schweden: Einzelmeisterschaft U19                | Dameneinzel | 1     | Eva Pettersson (BK Bollen)                                    |
| 1960/1961     | Schweden: Einzelmeisterschaft                    | Dameneinzel | 1     | Eva Pettersson (BK Bollen)                                    |
| 1961/1962     | Schweden: Einzelmeisterschaft                    | Dameneinzel | 1     | Eva Pettersson (Ystads BK)                                    |
| 1961/1962     | Schweden: Einzelmeisterschaft                    | Damendoppel | 1     | Lisbeth Friberg / Eva Pettersson (Drive / Ystads BK)          |
| 1962/1963     | Schweden: Einzelmeisterschaft U19                | Mixed       | 1     | Gert Nordqvist / Lena Pettersson (Smash / Bollen)             |
| 1962/1963     | DDR: Internationales Federballturnier in Tröbitz | Dameneinzel | 3     | Eva Pettersson                                                |
| 1963/1964     | Schweden: Einzelmeisterschaft                    | Dameneinzel | 1     | Eva Pettersson (Ystads BK)                                    |
| 1963/1964     | Schweden: Einzelmeisterschaft                    | Mixed       | 1     | Willy Lund / Eva Pettersson (MAI / Ystads BK)                 |
| 1963/1964     | Schweden: Einzelmeisterschaft                    | Damendoppel | 1     | Gunilla Dahlström / Eva Pettersson (AIK / Ystads BK)          |
| 1964/1965     | Schweden: Einzelmeisterschaft                    | Dameneinzel | 1     | Eva Pettersson (Ystads BK)                                    |
| 1964          | Norwegian International                          | Damendoppel | 1     | Eva Twedberg / Gunilla Dahlstrom                              |
| 1964/1965     | Schweden: Einzelmeisterschaft                    | Damendoppel | 1     | Ann-Christine Rosenquist / Eva Twedberg (BK Aura / Ystads BK) |
| 1965          | Norwegen: Internationale Meisterschaften         | Dameneinzel | 1     | Eva Twedberg                                                  |
| 1965          | Schweden: Internationale Meisterschaften         | Dameneinzel | 1     | Eva Twedberg                                                  |
| 1965/1966     | Schweden: Einzelmeisterschaft                    | Dameneinzel | 1     | Eva Twedberg (MAI)                                            |
| 1965/1966     | Schweden: Einzelmeisterschaft                    | Damendoppel | 1     | Ann-Christine Rosenquist / Eva Twedberg (BK Aura / MAI)       |
| 1965/1966     | Schweden: Einzelmeisterschaft                    | Mixed       | 1     | Göran Wahlqvist / Eva Twedberg (MAI)                          |
| 1966          | Schweden: Internationale Meisterschaften         | Damendoppel | 1     | Judy Hashman / Eva Twedberg                                   |
| 1966/1967     | Deutschland: Internationale Meisterschaften      | Dameneinzel | 1     | Eva Twedberg                                                  |
| 1966/1967     | Schweden: Einzelmeisterschaft                    | Mixed       | 1     | Göran Wahlqvist / Eva Twedberg (MAI)                          |
| 1966/1967     | Schweden: Einzelmeisterschaft                    | Dameneinzel | 1     | Eva Twedberg (MAI)                                            |
| 1966/1967     | Schweden: Einzelmeisterschaft                    | Damendoppel | 1     | Berit Ek / Eva Twedberg (MAI)                                 |
| 1967          | Nordische Meisterschaften                        | Dameneinzel | 1     | Eva Twedberg                                                  |
| 1967/1968     | Dänemark: Internationale Meisterschaften         | Dameneinzel | 1     | Eva Twedberg                                                  |
| 1967/1968     | Schweden: Einzelmeisterschaft                    | Mixed       | 1     | Göran Wahlqvist / Eva Twedberg (MAI)                          |
| 1967/1968     | Schweden: Einzelmeisterschaft                    | Damendoppel | 1     | Berit Ek / Eva Twedberg (MAI)                                 |
| 1967/1968     | Deutschland: Internationale Meisterschaften      | Dameneinzel | 1     | Eva Twedberg                                                  |
| 1967/1968     | Schweden: Einzelmeisterschaft                    | Dameneinzel | 1     | Eva Twedberg (MAI)                                            |
| 1968          | French Open                                      | Damendoppel | 1     | Eva Twedberg / Karin Dittberner                               |
| 1968          | Europameisterschaft                              | Dameneinzel | 3     | Eva Twedberg                                                  |
| 1968          | All England                                      | Dameneinzel | 1     | Eva Twedberg                                                  |
| 1968          | Norwegen: Internationale Meisterschaften         | Dameneinzel | 1     | Eva Twedberg                                                  |
| 1968          | French Open                                      | Dameneinzel | 1     | Eva Twedberg                                                  |
| 1968          | East of Scotland Championships                   | Dameneinzel | 1     | Eva Twedberg                                                  |
| 1968          | Schweden: Internationale Meisterschaften         | Dameneinzel | 1     | Eva Twedberg                                                  |
| 1968/1969     | Schweden: Einzelmeisterschaft                    | Mixed       | 1     | Göran Wahlqvist / Eva Twedberg (MAI)                          |
| 1968/1969     | Schweden: Einzelmeisterschaft                    | Damendoppel | 1     | Ann-Christine Rosenquist / Eva Twedberg (BK Aura / MAI)       |
| 1968/1969     | Schweden: Einzelmeisterschaft                    | Dameneinzel | 1     | Eva Twedberg (MAI)                                            |
| 1969          | Norwegen: Internationale Meisterschaften         | Dameneinzel | 1     | Eva Twedberg                                                  |
| 1969          | Norwegen: Internationale Meisterschaften         | Mixed       | 1     | Sture Johnsson / Eva Twedberg                                 |
| 1969          | Kanada: Internationale Meisterschaften           | Dameneinzel | 1     | Eva Twedberg                                                  |
| 1969/1970     | Dänemark: Internationale Meisterschaften         | Dameneinzel | 1     | Eva Twedberg                                                  |
| 1969/1970     | Schweden: Einzelmeisterschaft                    | Dameneinzel | 1     | Eva Twedberg (MAI)                                            |
| 1969/1970     | Schweden: Einzelmeisterschaft                    | Damendoppel | 1     | Lena Andersson / Eva Twedberg (MAI)                           |
| 1970          | Europameisterschaft                              | Dameneinzel | 1     | Eva Twedberg                                                  |
| 1970          | All England                                      | Damendoppel | 3     | Imre Rietveld Nielsen / Eva Twedberg                          |
| 1970          | Schweden: Internationale Meisterschaften         | Dameneinzel | 1     | Eva Twedberg                                                  |
| 1970/1971     | Schweden: Einzelmeisterschaft                    | Mixed       | 1     | Gert Perneklo / Eva Twedberg (MAI)                            |
| 1970/1971     | Deutschland: Internationale Meisterschaften      | Dameneinzel | 1     | Eva Twedberg                                                  |
| 1970/1971     | Schweden: Einzelmeisterschaft                    | Damendoppel | 1     | Ingrid Nilsson / Eva Twedberg (MAI)                           |
| 1970/1971     | Schweden: Einzelmeisterschaft                    | Dameneinzel | 1     | Eva Twedberg (MAI)                                            |
| 1971          | All England                                      | Dameneinzel | 1     | Eva Twedberg                                                  |
| 1971          | Schweden: Internationale Meisterschaften         | Dameneinzel | 1     | Eva Twedberg                                                  |
| 1971          | Niederlande: Internationale Meisterschaften      | Dameneinzel | 1     | Eva Twedberg                                                  |
| 1971          | Norwegen: Internationale Meisterschaften         | Dameneinzel | 1     | Eva Twedberg                                                  |
| 1971          | Norwegen: Internationale Meisterschaften         | Mixed       | 1     | Gert Perneklo / Eva Twedberg                                  |
| 1971          | Nordische Meisterschaften                        | Dameneinzel | 1     | Eva Twedberg                                                  |
| 1971/1972     | Schweden: Einzelmeisterschaft                    | Damendoppel | 1     | Ingrid Nilsson / Eva Twedberg (MAI)                           |
| 1971/1972     | Schweden: Einzelmeisterschaft                    | Mixed       | 1     | Gert Perneklo / Eva Twedberg (MAI)                            |
| 1971/1972     | Dänemark: Internationale Meisterschaften         | Dameneinzel | 1     | Eva Twedberg                                                  |
| 1971/1972     | Schweden: Einzelmeisterschaft                    | Dameneinzel | 1     | Eva Twedberg (MAI)                                            |
| 1971/1972     | Deutschland: Internationale Meisterschaften      | Dameneinzel | 1     | Eva Twedberg                                                  |
| 1972          | Europameisterschaft                              | Mixed       | 3     | Gert Perneklo / Eva Twedberg                                  |
| 1972          | Norwegen: Internationale Meisterschaften         | Dameneinzel | 1     | Eva Twedberg                                                  |
| 1972          | Niederlande: Internationale Meisterschaften      | Dameneinzel | 1     | Eva Twedberg                                                  |
| 1972          | Schweden: Internationale Meisterschaften         | Dameneinzel | 1     | Eva Twedberg                                                  |
| 1972          | All England                                      | Dameneinzel | 3     | Eva Twedberg                                                  |
| 1972          | Kanada: Internationale Meisterschaften           | Dameneinzel | 1     | Eva Twedberg                                                  |
| 1972          | Nordische Meisterschaften                        | Dameneinzel | 1     | Eva Twedberg                                                  |
| 1972          | Europameisterschaft                              | Dameneinzel | 3     | Eva Twedberg                                                  |
| 1972/1973     | Deutschland: Internationale Meisterschaften      | Dameneinzel | 1     | Eva Twedberg                                                  |
| 1972/1973     | Deutschland: Internationale Meisterschaften      | Mixed       | 1     | Gert Perneklo / Eva Twedberg                                  |
| 1973          | Schweden: Internationale Meisterschaften         | Dameneinzel | 1     | Eva Twedberg                                                  |
| 1973          | India Open                                       | Dameneinzel | 1     | Eva Twedberg                                                  |
| 1973          | India Open                                       | Damendoppel | 1     | Joke van Beusekom / Eva Twedberg                              |
| 1973          | India Open                                       | Mixed       | 1     | Elliot Stuart / Eva Twedberg                                  |
| 1973          | US Open                                          | Dameneinzel | 1     | Eva Twedberg                                                  |
| 1973/1974     | Schweden: Einzelmeisterschaft                    | Damendoppel | 1     | Britt-Marie Larsson / Eva Stuart (MAI)                        |
| 1973/1974     | Schweden: Einzelmeisterschaft                    | Dameneinzel | 1     | Eva Stuart (MAI)                                              |
| 1973/1974     | Schweden: Einzelmeisterschaft                    | Mixed       | 1     | Gert Perneklo / Eva Stuart (MAI)                              |
| 1975/1976     | Schweden: Einzelmeisterschaft                    | Damendoppel | 1     | Karin Lindquist / Eva Stuart (IFK Lidingö / MFF / MAI)        |
| 1975/1976     | Schweden: Einzelmeisterschaft                    | Dameneinzel | 1     | Eva Stuart (MAI)                                              |
| 1978/1979     | Schweden: Einzelmeisterschaft O35                | Mixed       | 1     | Bo Nilsson / Eva Stuart (Aristo / MAI)                        |
| 1978/1979     | Schweden: Einzelmeisterschaft O35                | Damendoppel | 1     | Ann-Marie Prahl / Eva Stuart (MAI)                            |
| 1979          | Portugal: Internationale Meisterschaften         | Damendoppel | 1     | Nora Perry / Eva Stuart                                       |
| 1979/1980     | Schweden: Einzelmeisterschaft O35                | Damendoppel | 1     | Lise Blomqvist / Eva Stuart (Enighet)                         |
| 1979/1980     | Schweden: Einzelmeisterschaft O35                | Mixed       | 1     | Willy Lundh / Eva Stuart (Enighet)                            |
| 1980/1981     | Schweden: Einzelmeisterschaft O35                | Damendoppel | 1     | Berit Ek / Eva Stuart (Enighet)                               |
| 1980/1981     | Schweden: Einzelmeisterschaft O35                | Mixed       | 1     | Bertil Lindgren / Eva Stuart (Enighet)                        |
| 1981          | Portugal: Internationale Meisterschaften         | Mixed       | 1     | Billy Gilliland / Eva Stuart                                  |
| 1981/1982     | Schweden: Einzelmeisterschaft O35                | Mixed       | 1     | Bertil Lindgren / Eva Stuart (Enighet)                        |
| 1981/1982     | Schweden: Einzelmeisterschaft O35                | Damendoppel | 1     | Carin Palmér / Eva Stuart (Varberg / Enighet)                 |
| 1982/1983     | Schweden: Einzelmeisterschaft O35                | Damendoppel | 1     | Carin Palmér / Eva Stuart (Varberg / Enighet)                 |
| 1982/1983     | Schweden: Einzelmeisterschaft O35                | Mixed       | 1     | Bertil Lindgren / Eva Stuart (Enighet)                        |
| 1984          | Portugal: Internationale Meisterschaften         | Damendoppel | 1     | Fiona Elliott / Eva Stuart                                    |
| 1984/1985     | Schweden: Einzelmeisterschaft O35                | Mixed       | 1     | Thommy Theorin / Eva Stuart (Enighet)                         |
| 1984/1985     | Schweden: Einzelmeisterschaft O35                | Damendoppel | 1     | Christina Nordqvist / Eva Stuart (Malmö BMK / GAK Enighet)    |